# Dollocaris ingens
Espèce
Dollocaris ingens est une espèce fossile de crustacés de la famille fossile des Dollocarididae (classe fossile des Thylacocephala).

## Description

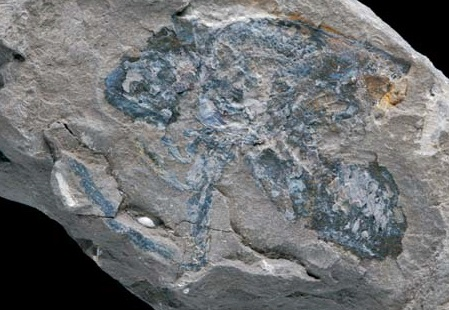
Fossile de Dollocaris ingens.

L'espèce Dollocaris ingens a été découverte en France dans le « konservat-lagerstätte » de La Voulte-sur-Rhône dans le département de l'Ardèche. Ce niveau est daté du Callovien (Jurassique moyen), soit environ 165 Ma (millions d'années),.
Van Straelen indique dans sa publication de 1923 que le céphalothorax des plus grands spécimens atteint 8 cm.

## Classification
Le nom valide complet (avec auteur) de ce taxon est Dollocaris ingens van Straelen, 1923,,.

### Publication originale
- [1924] Victor Van Straelen, « Les Mysidacés du Callovien de la Voulte-sur-Rhone (Ardèche) », Bulletin de la Société Géologique de France, Paris, 4e série, vol. 23,‎ 1924, p. 431-439 (ISSN 0037-9409, e-ISSN 1777-5817, lire en ligne, consulté le 9 mars 2024). .